# Veturii
Légende :
♦Patricien, ♦Plébéien, ♦Consulaire, ♦Sénatorial, ♦Équestre
Gens et Liste des gentes romaines

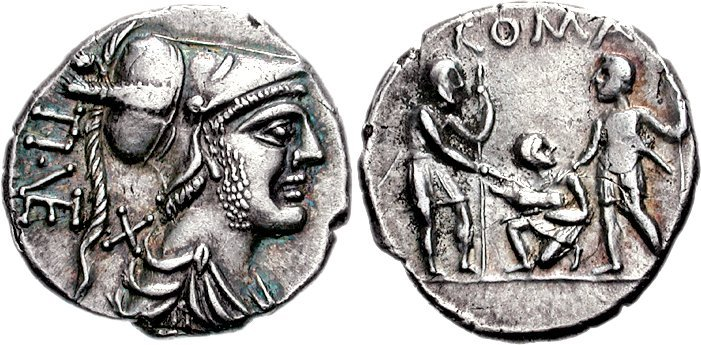
Ti. Véturius. 137 av. J.-C. AR Denier (4,01 g, 10 h). Buste casqué et drapé de Mars et à droite : Scène de prestation de serment.

Les Veturii sont les membres de la gens romaine Veturia qui comporte des branches patriciennes et plébéiennes. Les seuls membres connus vivent du Ve au IIIe siècle av. J.-C. et ont pour cognomina principaux (Geminus ou Crassus) Cicurinus et Philo pour les patriciens et Calvinus pour les plébéiens.

## Membres sous la République
- Mamurius Veturius, artisan forgeron peut-être d'origine sabine qui a fabriqué selon la tradition les onze copies d'un bouclier en bronze sous le règne de Numa Pompilius.
- Veturia, mère de Coriolan, elle dissuade son fils d'attaquer Rome en 488 av. J.-C.

### Veturiipatriciens

#### Branches desVeturii Cicurini
- (Veturius), (v.-590 - ?);
  - ? Veturia, épouse un Marcius, mère de Coriolan;
  - Veturius, (v.-565 - ?);
    - Caius Veturius Geminus Cicurinus, (v.-540 - ap.-486), consul en 499 av. J.-C.;
      - ? Publius Veturius, (v.-520 - ?);
        - Caius Veturius Geminus? Cicurinus, (v.-500 - ap.-451), consul en 455 av. J.-C.
          - ? (Caius Veturius), (v.-470 - ?);
            - ? (Caius Veturius), (v.-440 - ?);
              - Caius Veturius Crassus Cicurinus, (v.-415 - ap.-369), tribun consulaire en 377 et 369 av. J.-C.;

      - Spurius Veturius, (v.-515 - ?);
        - ? Spurius Veturius Crassus Cicurinus, (v.-495 - ap.-451), peut-être le décemvir de 451 av. J.-C.;
          - Spurius Veturius Crassus Cicurinus, (v.-460 - ap.-417), tribun consulaire en 417 av. J.-C.;
            - Lucius Veturius, (v.-435 - ?);
              - Lucius Veturius Crassus Cicurinus, (v.-410 - ?), tribun consulaire en 368 et 367 av. J.-C.

          - Tiberius Veturius, (v.-455 - ?);
            - Marcus Veturius Crassus Cicurinus, (v.-435 - ap.-399), tribun consulaire en 399 av. J.-C.

    - Titus Veturius Geminus Cicurinus, (v.-540 - ap.-494), consul en 494 av. J.-C.;
      - Titus Veturius Geminus Cicurinus, (v.-505 - ap.-451), consul en 462 et peut-être décemvir en -451;

#### Branches desVeturii Philones
- Postumus Veturius, (v.-320 - ?);
  - Lucius Veturius, (v.-290 - ?);
    - Lucius Veturius Philo, (v.-265 - -210), consul en 220, dictateur en 217 et censeur en 210 av. J.-C.;
      - Lucius Veturius Philo (en), (v.-245 - ap.-202), consul en 206 et maître de cavalerie en 205 av. J.-C.;
        - ? Lucius Veturius, (v.-220 - ap.-184);

      - Tiberius Veturius Philo, (v.-255 - ap.-204), flamen de Mars en -204;
        - Tiberius Veturius Gracchus Sempronianus, (v.-205 - ap.-174), fils adoptif du précédent;

### Veturiiplébéiens
- Titus Veturius Calvinus, consul en 334 et 321 av. J.-C.

## Sous le Principat
- Quintus Veturius Pexsus, praefectus fabrum sous Auguste.
- Veturius Paccianus, originaire de Corinthe, questeur en Macédoine, préteur, proconsul de Crète et Cyrénaïque sous Marc Aurèle;
- Decimus Veturius Macrinus, procurateur d'Auguste en Maurétanie tingitane en 180, Préfet d'Égypte de 181 à 183, Préfet du prétoire en 193.